# Nikisch-Gedenkstein

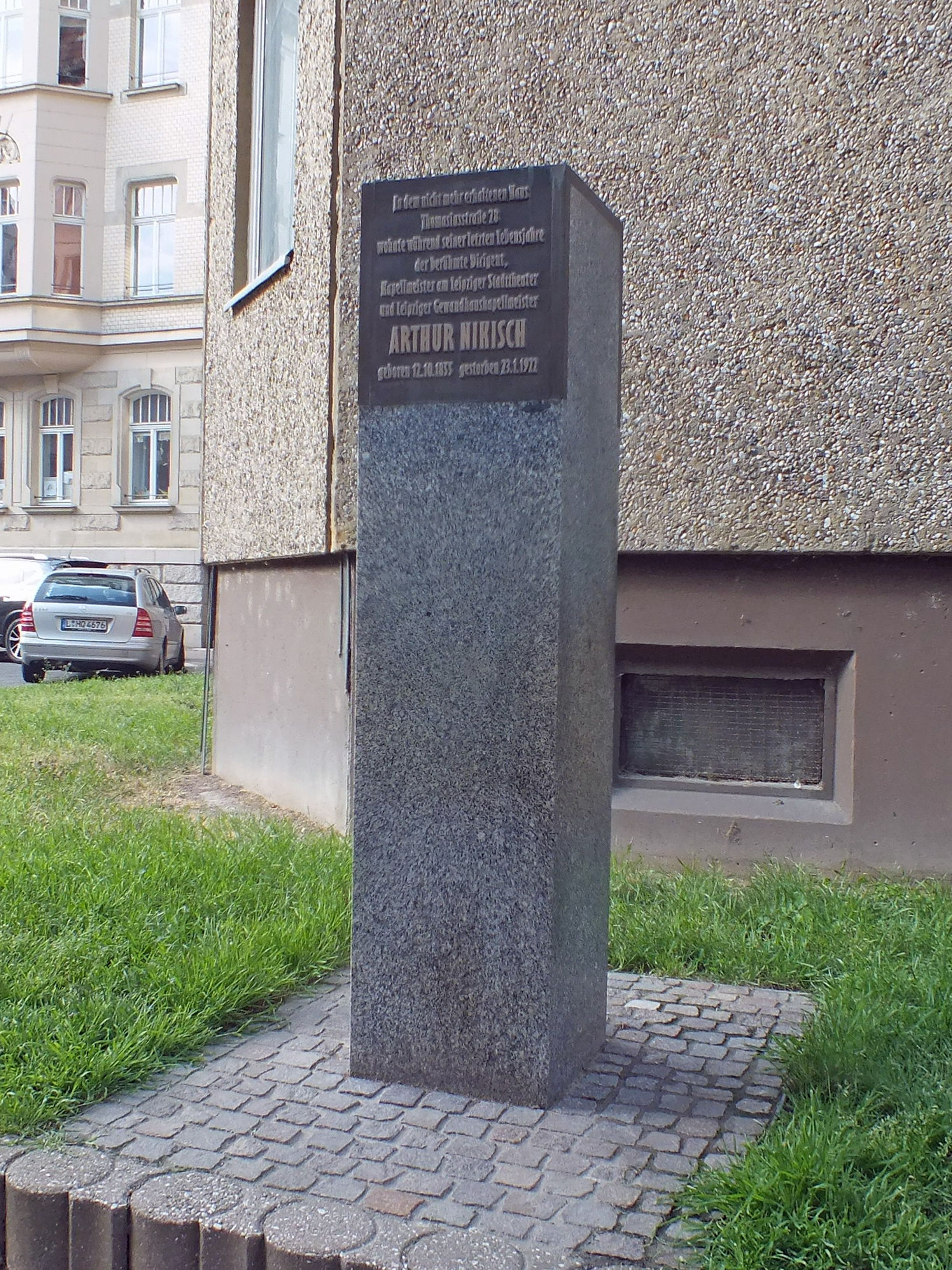
Der Nikisch-Gedenkstein (2020)

Der Nikisch-Gedenkstein in Leipzig ist ein Erinnerungsmal an der Stelle, an welcher der Dirigent Arthur Nikisch (1855–1922) die letzten vierzehn Jahre seines Lebens gewohnt hat.

## Geschichte
Als das Märchenhaus am heutigen Nikischplatz 1907 fertiggestellt wurde (Adresse Thomasiusstraße 28), gehörte der Gewandhauskapellmeister Arthur Nikisch zu seinen ersten Mietern. Er bezog eine komfortable Wohnung von über 300 m² im dritten Obergeschoss.  Hier wohnte er bis zu seinem Tode 1922. Im gleichen Jahr erhielt der Platz seinen Namen.

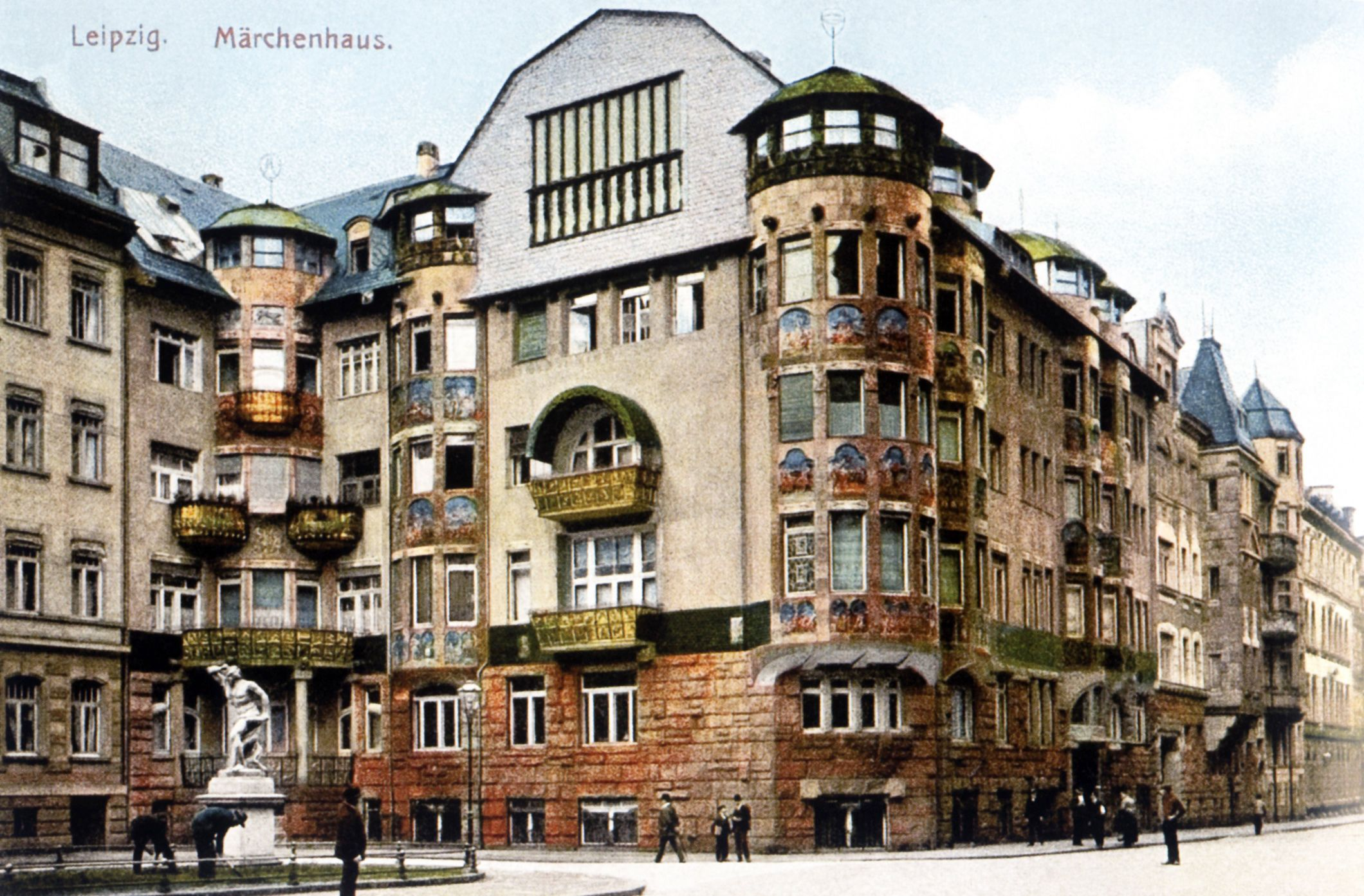
Das Märchenhaus (um 1910)
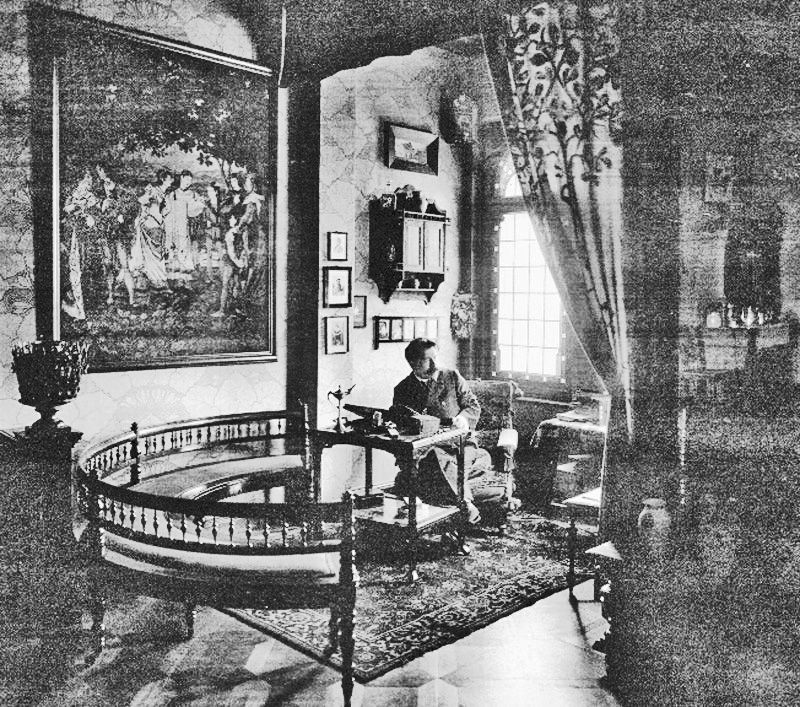
Nikisch in seiner Wohnung (um 1915)

Das Märchenhaus wurde im Zweiten Weltkrieg zerstört und an seiner Stelle Ende der 1980er Jahre ein Plattenbau errichtet. Am Platz der früheren Nr. 28 hat der Neubau die Nr. 32.
Nach einem Beschluss der Leipziger Stadtverordnetenversammlung von 1993 sollte die Errichtung von Haus- und Gedenktafeln gefördert werden. Da eine Nikisch-Gedenktafel am Neubau unpassend gewesen wäre, wurde stattdessen vor dem Haus ein Gedenkstein errichtet, der den Bezug zur ehemaligen Wohnung herstellt. Er wurde am 23. Januar 1997, dem 75. Todestag Arthur Nikischs eingeweiht.

## Beschreibung
Der Nikisch-Gedenkstein vor dem Haus Thomasiusstraße 32 ist eine 1,42 m hohe quadratische Säule aus Granit, die an ihrem oberen Ende auf Vorder- und Rückseite je eine Bronzetafel mit einer Inschrift trägt.
Auf der Vorderseite steht:

„In dem nicht mehr erhaltenen Haus / Thomasiusstraße 28 / wohnte während seiner letzten Lebensjahre / der berühmte Dirigent, / Kapellmeister am Leipziger Stadttheater / und Leipziger Gewandhauskapellmeister / ARTHUR NIKISCH / geboren 12.10.1855 gestorben 23.2.1922“

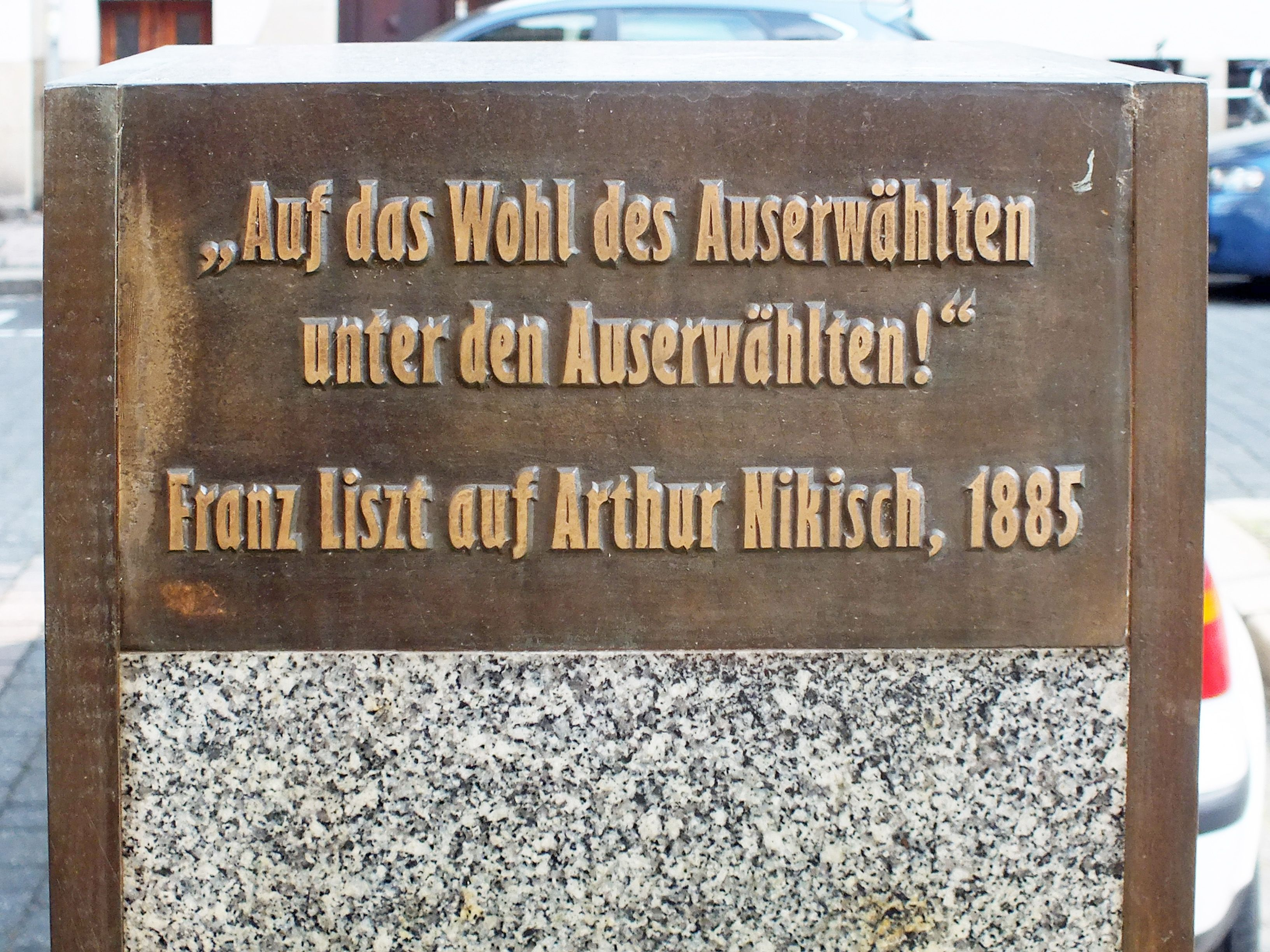
Rückseitige Tafel (2020)

Die Rückseite ziert ein lobender Trinkspruch von Franz Liszt (1811–1886) für Arthur Nikisch aus dem Jahr 1885:

„Auf das Wohl des Auserwählten / unter den Auserwählten! / Franz Liszt auf Arthur Nikisch 1885“

Der Entwurf des Denkmals stammt vom Leipziger Grafiker Harald Alff (* 1963). Der herstellende Betrieb war die Bronzebildgießerei Noack.